# نوشتروو
نوشتروو (به آلمانی: Nustrow) یک شهر در آلمان است که در Rostock District واقع شده‌است. نوشتروو ۱۶۴ نفر جمعیت دارد.